# Eddie "Lockjaw" Davis
Edward Davis (2 de marzo de 1922-3 de noviembre de 1986), más conocido como Eddie "Lockjaw" Davis, fue un saxofonista de jazz estadounidense.
Además de liderar sus propias bandas, tocó de joven con Cootie Williams, Lucky Millinder, Andy Kirk, Louis Armstrong, y Count Basie, y su banda, Eddie Davis and His Beboppers, incluyó a Fats Navarro, Al Haig y Gene Ramey.
En la década de 1950 tocó con Sonny Stitt, con quien volvería a grabar en 1981. De 1960 a 1962 lideró un quinteto con Johnny Griffin. Los dos saxos también formaron parte de la Kenny Clarke/Francy Boland Big Band.

## Discografía

### Como líder o Colíder
- 1958: Cookbook, (Prestige)
- 1958: Smokin′ is an album by saxophonist Eddie "Lockjaw" Davis with organist Shirley Scott recorded in 1958 for the Prestige label
- 1959: Very Saxy is an album by saxophonist Eddie "Lockjaw" Davis with Buddy Tate, Coleman Hawkins and Arnett Cobb recorded in 1959
- 1960: Trane Whistle
- 1960: Tough Tenors con Johnny Griffin, Junior Mance MPS Records
- 1960: Battle Stations is an album by saxophonists Eddie "Lockjaw" Davis and Johnny Griffin recorded in 1960 and released on Prestige Records
- 1961: Afro-Jaws (Riverside Records)
- 1961: Jawbreakers (Riverside, con Harry Edison)
- 1961: Blues Up And Down con Johnny Griffin
- 1961: Live at Mintons (live), Prestige, con Griffin, Mance, Riley
- 1962: Johnny Griffin, Eddie "Lockjaw" Davis - Ow! Live At The Penthouse, 1962
- 1962: Streetlights
- 1967: Sax No End con Johnny Griffin, Francy Boland (arreglos)
- 1967: Love Calls (RCA) - con Paul Gonsalves
- 1970: Tough Tenors Again 'n' Again, con Johnny Griffin
- 1975: The Tenor Giants Featuring Oscar Peterson, (con Zoot Sims)
- 1976: Straight Ahead
- 1977: Eddie "Lockjaw" Davis 4 – Montreux '77, (en directo)
- 1981: Sonny, Sweets and Jaws - Live at Bubbas, (en directo), (con Sonny Stitt y Harry "Sweets" Edison)
- 1983: Jazz at the Philharmonic – Yoyogi National Stadium, Tokyo 1983: Return to Happiness

### Como acompañante
Con Mildred Anderson
- Person to Person (Bluesville, 1960) - con Shirley Scott

Con Count Basie
- E=MC2 (1957)
- Basie Jam (1973)

Con Billy Butler
- Don't Be That Way (Black & Blue, 1976)

Con Benny Carter
- Wonderland (Pablo, 1976 [1986])

Con la big band de Kenny Clarke y Francy Boland Big
- Sax No End (SABA, 1967)

Con Arnett Cobb
- Blow Arnett, Blow (Prestige, 1959) – también publicado como Go Power!!! (Prestige, 1970)

Con Gene "Mighty Flea" Conners
- Coming Home (Black & Blue, 1976)

Con Wild Bill Davis
- All Right OK You Win (Black & Blue, 1976)

Con Harry Edison
- Just Friends (Black & Blue, 1975)
- Edison's Lights (Pablo, 1976)

Con Red Garland
- The Red Garland Trio + Eddie "Lockjaw" Davis (Moodsville, 1959)

Con Dizzy Gillespie
- The Dizzy Gillespie Big 7 (Pablo, 1975)

Con Al Grey
- Shades of Grey (Tangerine, 1965)

Con Tiny Grimes
- Callin' the Blues (Prestige, 1958)

Con Coleman Hawkins
- Night Hawk (Swingville, 1960)

With Jo Jones
- The Main Man (Pablo, 1977)

With Quincy Jones
- Golden Boy (Mercury, 1964)

With Al Smith
- Hear My Blues] (Bluesville, 1959)

With Sonny Stitt
- The Matadors Meet the Bull (Roulette, 1965)